# 대한민국의 해수욕장 목록 (가나다 순)
대한민국의 해수욕장 목록은 대한민국의 해수욕장을 가나다순으로 정리한 것이다.
- 시범 : 지방자치단체가 시설·안전 등을 직영관리하는 해수욕장이다.
- 일반 : 지방자치단체가 시설개보수 등을 관리하고, 운영은 지역번영회 등에 위탁하는 해수욕장이다.
- 마을 : 지역번영회 등이 자율 관리하는 해수욕장이다.

## ㄱ
- 가계해수욕장 : 전라남도 진도군 고군면 금계리 153-3 (일반)
- 가마미해수욕장 : 전라남도 영광군 홍농읍 계마리 799-1번지외 26 (일반)
- 가사동백숲해수욕장 : 전라남도 완도군 약산면 가사리 (일반)
- 가진해수욕장 : 강원특별자치도 고성군 죽왕면 가진리 21-1 (마을)
- 갈음이해수욕장 : 충청남도 태안군 근흥면 정죽리 산147-46 (마을)
- 감추사해수욕장 : 강원특별자치도 동해시 용정동 12-1 (마을)
- 강문해수욕장 : 강원특별자치도 강릉시 강문동 (일반)
- 갯해수욕장(갯마을해수욕장) : 강원특별자치도 양양군 현남면 남애3리 (마을)
- 거멀너머해수욕장 : 충청남도 보령시 오천면 삽시도리 (마을)
- 거문도해수욕장(유림해수욕장) : 전라남도 여수시 삼산면 서도리 서도(마을) 지선 (일반)
- 거진11리해수욕장 : 강원특별자치도 고성군 거진읍 거진리 22-28 (마을)
- 거진1리해수욕장 : 강원특별자치도 고성군 거진읍 거진리 33-2 (마을)
- 격포해수욕장 : 전북특별자치도 부안군 변산면 격포리 283 (일반)
- 경정해수욕장 : 경상북도 영덕군 축산면 경정리 (마을)
- 경포해수욕장 : 강원특별자치도 강릉시 안현동 (시범)
- 계넘어해수욕장 : 인천광역시 옹진군 자월면 이작1리 산166 (일반)
- 고래불해수욕장 : 경상북도 영덕군 병곡면 병곡리~덕천리 (일반)
- 고불개해수욕장 : 강원특별자치도 동해시 천곡동 285 (마을)
- 고사포해수욕장 : 전북특별자치도 부안군 변산면 운산리 441 (일반)
- 고포해수욕장 : 강원특별자치도 삼척시 원덕읍 월천리 산96-2 (마을)
- 곰섬해수욕장 : 충청남도 태안군 남면 신온리 903-13 (마을)
- 공현진1리해수욕장 : 강원특별자치도 고성군 죽왕면 공현진리 431-15 (마을)
- 공현진2리해수욕장 : 강원특별자치도 고성군 죽왕면 공현진리 143-3 (마을)
- 궥지해수욕장 : 제주특별자치도 제주시 애월읍 곽지리 1565 (일반)
- 관매해수욕장 : 전라남도 진도군 조도면 관매도리 (마을)
- 관성해수욕장 : 경상북도 경주시 양남면 수렴리 (일반)
- 광안리해수욕장 : 부산광역시 수영구 관안동 282-3번지외 12선 (시범)
- 광진해수욕장 : 강원특별자치도 양양군 현남면 광진리 (마을)
- 교암해수욕장 : 강원특별자치도 고성군 토성면 교암리 1-30 (마을)
- 구례포해수욕장 : 충청남도 태안군 원북면 황촌리 810-6 (마을)
- 구룡포해수욕장 : 경상북도 포항시 남구 구룡포읍 구룡포7리 9-16 (일반)
- 구름포해수욕장 : 충청남도 태안군 소원면 의항리 157 (마을)
- 구리동해수욕장 : 인천광역시 옹진군 연평면 연평리 906-1 (일반)
- 구산해수욕장 : 경상북도 울진군 기성면 구산리 (일반)
- 구시포해수욕장 : 전북특별자치도 고창군 상하면 자룡리 일대 (일반)
- 구조라해수욕장 : 경상남도 거제시 일운면 구조라리 (일반)
- 국화도해수욕장 : 경기도 화성시 우정읍 국화리 (비지정)
- 굴업해수욕장 : 인천광역시 옹진군 덕적면 굴업리 (일반)
- 궁촌해수욕장 : 강원특별자치도 삼척시 근덕면 궁촌리 156-26 (일반)
- 궁평리해수욕장 : 경기도 화성시 서신면 궁평리 (비지정)
- 금갑해수욕장 : 전라남도 진도군 의신면 금갑리 430-5 (일반)
- 금곡해수욕장 : 전라남도 완도군 생일면 금곡리 (일반)
- 금능으뜸원해수욕장 : 제주특별자치도 제주시 한름읍 금능리 (일반)
- 금일해당화해수욕장 : 전라남도 완도군 금일읍 월송리 (일반)
- 금장해수욕장 : 전라남도 고흥군 금산면 어전리 산14-1 (마을)
- 금진해수욕장 : 강원특별자치도 강릉시 옥계면 금진리 (마을)
- 기성망양해수욕장 : 경상북도 울진군 기성면 망양리 (일반)
- 기지포해수욕장 : 충청남도 태안군 안면읍 창기리 560-1 (마을)
- 김녕해수욕장 : 제주특별자치도 제주시 구좌읍 김녕리 497-4 (일반)
- 꽃지해수욕장 : 충청남도 태안군 안면읍 승언리 산29-100 (일반)
- 꾸지나무골해수욕장 : 충청남도 태안군 이원면 내리 498-1 (마을)

## ㄴ
- 나곡해수욕장 : 경상북도 울진군 북면 나곡리 (일반)
- 나로우주해수욕장 : 전라남도 고흥군 봉래면 신금리 723 (일반)
- 나사해수욕장 : 울산광역시 울주군 서생면 나사리
- 나정해수욕장 : 경상북도 경주시 감포읍 나정리 (일반)
- 낙산해수욕장 : 강원특별자치도 양양군 강현면 진전리 (시범)
- 난지도해수욕장 : 충청남도 당진시 석문면 난지도리 558 (일반)
- 남애1리해수욕장 : 강원특별자치도 양양군 현남면 남애1리 (마을)
- 남애3리해수욕장 : 강원특별자치도 양양군 현남면 남애3리 (일반)
- 남열해돋이해수욕장 : 전라남도 고흥군 영남면 남열리 175-2 (마을)
- 남일대해수욕장 : 경상남도 사천시 향촌동 710-1 (시범)
- 남항진해수욕장 : 강원특별자치도 강릉시 남항진동 (마을)
- 남호해수욕장 : 경상북도 영덕군 남정면 남호리 (마을)
- 낭도해수욕장 : 전라남도 여수시 남면 낭도리 여산(마을) 지선 (마을)
- 노봉해수욕장 : 강원특별자치도 동해시 망상동 168-1 (일반)
- 농소몽돌해수욕장 : 경상남도 거제시 장목면 송진포리, 농소리 (일반)

## ㄷ
- 다대포해수욕장 : 부산광역시 사하구 다대동 482-3 (시범)
- 달산포해수욕장 : 충청남도 태안군 남면 달산리 995-16 (마을)
- 당너머해수욕장 : 충청남도 보령시 오천면 장고도리 (마을)
- 당산해수욕장 : 충청남도 보령시 오천면 고대도리 (마을)
- 대광해수욕장 : 전라남도 신안군 임자면 대광리 (시범)
- 대전해수욕장 : 전라남도 고흥군 두원면 대전리 37-22 (마을)
- 대진1리해수욕장 : 강원특별자치도 고성군 현내면 대진리 26-65 (마을)
- 대진5리해수욕장 : 강원특별자치도 고성군 현내면 대진리 191-1 (마을)
- 대진해수욕장 : 강원특별자치도 동해시 망상동 5-1 (일반)
- 대진해수욕장 : 경상북도 영덕군 영해면 대진리 (일반)
- 대천해수욕장 : 충청남도 보령시 신흑동 (시범)
- 대풍해수욕장 : 전라남도 여수시 삼산면 초도리 대동(마을) 지선 (마을)
- 덕동해수욕장 : 경상남도 통영시 욕지면 서산리 덕동(마을) (마을)
- 덕산해수욕장 : 강원특별자치도 삼척시 근덕면 덕산리 83-6 (일반)
- 덕원해수욕장 : 경상남도 거제시 동부면 가배리 (일반)
- 덕포해수욕장 : 경상남도 거제시 덕포동 (일반)
- 덕흥해수욕장 : 전라남도 고흥군 동일면 덕흥리 산207-8 (마을)
- 도구해수욕장 : 경상북도 포항시 남구 동해면 도구리 729-18 (일반)
- 도남해수욕장(통영공설해수욕장) : 경상남도 통영시 도남동1-3 ~ 영운리 45-2 (일반)
- 도직해수욕장 : 강원특별자치도 강릉시 옥계면 도직리 (마을)
- 독산해수욕장 : 충청남도 보령시 웅천읍 독산리 (마을)
- 돈목해수욕장 : 전라남도 신안군 도초면 우이도리 (일반)
- 돌머리해수욕장 : 전라남도 함평군 함평읍 석성리 523 (일반)
- 동고해수욕장 : 전라남도 완도군 신지면 동고리 (일반)
- 동막해수욕장 : 인천광역시 강화군 화도면 동막리 7 (마을)
- 동산포해수욕장 : 강원특별자치도 양양군 현남면 동산리 (마을)
- 동산해수욕장 : 강원특별자치도 양양군 현남면 동산리 (마을)
- 동호해수욕장 : 강원특별자치도 양양군 손양면 동호리 1-21 (마을)
- 동호해수욕장 : 전라북도 고창군 해리면 동호리 (일반)
- 두곡월포해수욕장 : 경상남도 남해군 남면 당항리 535 (일반)
- 두여해수욕장 : 충청남도 태안군 안면읍 승언리 산12-1 (마을)
- 등대해수욕장 : 강원특별자치도 속초시 영랑동 (일반)
- 등명해수욕장 : 강원특별자치도 강릉시 강동면 정동진리 (마을)
- 떼뿌리해수욕장 : 인천광역시 옹진군 덕적면 소야리 (일반)

## ㅁ
- 마검포해수욕장 : 충청남도 태안군 남면 신온리 2-1 (마을)
- 마차진해수욕장 : 강원특별자치도 고성군 현내면 마차진리 233-2 (마을)
- 만리포해수욕장 : 충청남도 태안군 소원면 모항리 1325-52 (일반)
- 만성리검은모래해수욕장 : 전라남도 여수시 만흥동 평촌(마을) 지선 (일반)
- 망상해수욕장 : 강원특별자치도 동해시 망상동 393-16 (시범)
- 망양정해수욕장 : 경상북도 울진군 근남면 산포리 (일반)
- 맹방해수욕장 : 강원특별자치도 삼척시 근덕면 하맹방리 221-20 (시범)
- 명덕해수욕장 : 충청남도 보령시 오천면 효자도리 (마을)
- 명사해수욕장 : 경상남도 거제시 남부면 저구리 (일반)
- 명장섬해수욕장 : 충청남도 보령시 오천면 장고도리 (마을)
- 명파리해수욕장 : 강원특별자치도 고성군 현내면 명파리 230-29 (마을)
- 모사금해수욕장 : 전라남도 여수시 오천동 오천(마을) 지선 (일반)
- 모진이해수욕장 : 제주특별자치도 제주시 추자면 신양리 47 (마을)
- 모항갯벌해수욕장 : 전라북도 부안군 변산면 도청리 (시범)
- 몽산포해수욕장 : 충청남도 태안군 남면 신장리 353-58 (일반)
- 무술목해수욕장 : 전라남도 여수시 삼산면 서도리 서도(마을) 지선 (일반)
- 무창포해수욕장 : 충청남도 보령시 웅천읍 관당리 (시범)
- 문갑해수욕장 : 인천광역시 옹진군 덕적면 문갑리 (일반)
- 문암진2리해수욕장 : 강원특별자치도 고성군 죽왕면 문암진리 3 (마을)
- 문암해수욕장 : 강원특별자치도 삼척시 근덕면 초곡리 257-1 (일반)
- 물안해수욕장(옆개해수욕장) : 경상남도 거제시 하청면 어온리 (일반)
- 물치해수욕장 : 강원특별자치도 양양군 강현면 물치리 (마을)
- 민머루해수욕장 : 인천광역시 강화군 삼산면 매음리 산367 (마을)

## ㅂ
- 바람아래해수욕장 : 충청남도 태안군 고남면 장곡리 422-44 (마을)
- 반암해수욕장 : 강원특별자치도 고성군 거진읍 반암리 133-2 (마을)
- 발포해수욕장 : 전라남도 고흥군 도화면 발포리 13 (일반)
- 밤섬해수욕장 : 충청남도 보령시 오천면 삽시도리 (마을)
- 밧개해수욕장 : 충청남도 태안군 안면읍 승언리 1831-3 (마을)
- 밧지름해수욕장 : 인천광역시 옹진군 덕적면 진리 (일반)
- 방주골해수욕장 : 충청남도 태안군 소원면 의항리 산83 (마을)
- 방죽포해수욕장 : 전라남도 여수시 돌산읍 죽포리 방죽(마을) 지선 (일반)
- 방포해수욕장 : 충청남도 태안군 안면읍 승언리 산18-459 (마을)
- 백길해수욕장 : 전라남도 신안군 자은면 백길리 (일반)
- 백도해수욕장 : 강원특별자치도 고성군 죽왕면 문암진리 19-3 (일반)
- 백사장해수욕장 : 충청남도 태안군 안면읍 창기리 1269-135 (마을)
- 벌안해수욕장 : 인천광역시 옹진군 자월면 이작1리 231-7 (일반)
- 변산해수욕장 : 전라북도 부안군 변산면 대항리 (시범)
- 봉길해수욕장 : 경상북도 경주시 양북면 봉길리 (일반)
- 봉수대해수욕장 : 강원특별자치도 고성군 죽왕면 오호리 68-5 (시범)
- 봉암몽돌해수욕장 : 경상남도 통영시 한산면 추봉리 봉암(마을) (마을)
- 봉평해수욕장 : 경상북도 울진군 죽변면 봉평리 (일반)
- 봉포해수욕장 : 강원특별자치도 고성군 토성면 봉포리 290-1 (마을)
- 부남해수욕장 : 강원특별자치도 삼척시 근덕면 부남리 산102-1 (마을)
- 북부해수욕장 : 경상북도 포항시 북구 항구동 339 ~ 두후동 1002호 (시범)
- 분계해수욕장 : 전라남도 신안군 자은면 분계리 (시범)
- 비진산호빛해수욕장 : 경상남도 통영시 한산면 비진리 (일반)

## ㅅ
- 사곶해수욕장 : 인천광역시 옹진군 백령면 진촌3리 (일반)
- 사구미해수욕장 : 전라남도 해남군 송지면 사구리 (일반)
- 사근진해수욕장 : 강원특별자치도 강릉시 안현동 (일반)
- 사도해수욕장 : 전라남도 여수시 화정면 낭도리 사도(마을) 지선 (마을)
- 사량대항해수욕장 : 경상남도 통영시 사량면 금평리 (일반)
- 사목해수욕장 : 충청남도 태안군 이원면 내리 739-3 (마을)
- 사창해수욕장 : 충청남도 보령시 오천면 원산도리 (마을)
- 사천진해수욕장 : 강원특별자치도 강릉시 사천면 사천진리 (일반)
- 사천해수욕장 : 강원특별자치도 강릉시 사천면 방동하리 (마을)
- 사촌해수욕장 : 경상남도 남해군 남면 임포리 1173 (일반)
- 사탄동해수욕장 : 인천광역시 옹진군 대청면 대청리 산280 (일반)
- 삼봉해수욕장 : 충청남도 태안군 안면읍 창기리 1304-3 (일반)
- 삼양검은모래해수욕장 : 제주특별자치도 제주시 삼양동 1960-4 (일반)
- 삼척해수욕장 : 강원특별자치도 삼척시 갈천동 14-27 (시범)
- 삼포2리해수욕장 : 강원특별자치도 고성군 죽왕면 삼포리 11 (마을)
- 삼포해수욕장 : 강원특별자치도 고성군 죽왕면 삼포리 243-26 (일반)
- 상록해수욕장 : 전북특별자치도 부안군 변산면 도청리 (일반)
- 상맹방해수욕장(승공해수욕장) : 강원특별자치도 삼척시 근덕면 상맹방리 466-12 (일반)
- 상주은모래비치해수욕장 : 경상남도 남해군 상주면 상주리 1248 (일반)
- 샛별해수욕장 : 충청남도 태안군 안면읍 신야리 산19-1 (마을)
- 서도해수욕장 : 전라남도 여수시 삼산면 서도리 서도(마을) 지선 (일반)
- 서포리해수욕장 : 인천광역시 옹진군 덕적면 서포리 (일반)
- 선구해안해수욕장 : 경상남도 남해군 남면 선구리 (일반)
- 선유도해수욕장 : 전라북도 군산시 옥도면 선유도리 (시범)
- 설리해안해수욕장 : 경상남도 남해군 미조면 송정리 (일반)
- 설악해수욕장 : 강원특별자치도 양양군 강현면 진전리,용호리 (일반)
- 소록도해수욕장 : 전라남도 고흥군 도양읍 소록리 75 (마을)
- 소청예동해수욕장 : 인천광역시 옹진군 대청면 소청리 산147 (일반)
- 속초해수욕장 : 강원특별자치도 속초시 조양동,대포동 (시범)
- 손죽해수욕장 : 전라남도 여수시 삼산면 손죽리 손죽(마을) 지선 (일반)
- 송도해수욕장 : 부산광역시 서구 암남동 135-5 (시범)
- 송도해수욕장 : 인천광역시 연수구 옥련동 504 (마을)
- 송이도해수욕장 : 전라남도 영광군 낙월면 송이리 산414-1외 7 (마을)
- 송정솔바람해수욕장 : 경상남도 남해군 미조면 송정리 1124-1 (일반)
- 송정해수욕장 : 강원특별자치도 강릉시 송정동 (일반)
- 송정해수욕장 : 부산광역시 해운대구 송정동 (시범)
- 송지호오토캠핑장해수욕장 : 강원특별자치도 고성군 죽왕면 오봉리 9-7 (시범)
- 송지호해수욕장 : 강원특별자치도 고성군 죽왕면 오호리 1-3 (시범)
- 송평해수욕장 : 전라남도 해남군 화산면 송평리 (일반)
- 송호땅끝해수욕장 : 전라남도 해남군 송지면 송호리 (시범)
- 수기해수욕장 : 인천광역시 옹진군 북도면 시도리 46 (일반)
- 수문해수욕장 : 전라남도 장흥군 안양면 수문리 121-12 (마을)
- 순긋해수욕장 : 강원특별자치도 강릉시 안현동 (마을)
- 시목해수욕장 : 전라남도 신안군 도초면 오류리 (시범)
- 신덕해수욕장 : 전라남도 여수시 삼일동 신덕리 신덕(마을) 지선 (일반)
- 신도해수욕장 : 전라남도 신안군 하의면 능산리 (일반)
- 신두리해수욕장 : 충청남도 태안군 원북면 신두리 1414-26 (마을)
- 신양섭지코지해수욕장 : 제주특별자치도 서귀포시 성산읍 신양리 186-2 (일반)
- 신전해수욕장 : 전라남도 진도군 조도면 신전리 (마을)
- 신지명사십리해수욕장 : 전라남도 완도군 신지면 신리 (시범)
- 신흥해수욕장 : 전라남도 완도군 청산면 신흥리 (일반)
- 실미해수욕장 : 인천광역시 중구 무의동 768,729 (일반)
- 십리포해수욕장 : 인천광역시 옹진군 영흥면 내리 729-127 (일반)

## ㅇ
- 아야진해수욕장 : 강원특별자치도 고성군 토성면 아야진리 230-5 (마을)
- 안도해수욕장 : 전라남도 여수시 남면 안도리 안도(마을) 지선 (마을)
- 안면해수욕장 : 충청남도 태안군 안면읍 정당리 산28-55 (마을)
- 안목해수욕장 : 강원특별자치도 강릉시 견소동 (일반)
- 안악해수욕장 : 전라남도 함평군 손불면 월천리 1140 (일반)
- 안인해수욕장 : 강원특별자치도 강릉시 강동면 안인진리 (마을)
- 어달해수욕장 : 강원특별자치도 동해시 어달동 192 (일반)
- 어은돌해수욕장 : 충청남도 태안군 소원면 모항리 1097-18 (마을)
- 여차몽돌해수욕장 : 경상남도 거제시 남부면 다포리 (일반)
- 연곡해수욕장 : 강원특별자치도 강릉시 연곡면 동덕리 (시범)
- 연대도해수욕장 : 경상남도 통영시 산양읍 연곡리 연대(마을) (마을)
- 연소해수욕장 : 전라남도 고흥군 금산면 신전리 산85-2 (마을)
- 연포해수욕장 : 충청남도 태안군 근흥면 도황리 1526-170 (일반)
- 염전해수욕장 : 강원특별자치도 강릉시 강동면 안인리 (마을)
- 염포해수욕장 : 전라남도 고흥군 봉래면 외초리 313-1 (마을)
- 영진해수욕장 : 강원특별자치도 강릉시 연곡면 영진리 (마을)
- 예송해수욕장 : 전라남도 완도군 보길면 예송리 (일반)
- 오류해수욕장 : 경상북도 경주시 감포읍 오류리 (일반)
- 오보해수욕장 : 경상북도 영덕군 영덕읍 오보리 (마을)
- 오봉산해수욕장 : 충청남도 보령시 오천면 원산도리 (마을)
- 오분해수욕장 : 강원특별자치도 삼척시 오분동 24 (마을)
- 오산해수욕장 : 강원특별자치도 양양군 손양면 송전리 (일반)
- 옥계해수욕장 : 강원특별자치도 강릉시 옥계면 금진리 (시범)
- 옹암해수욕장 : 인천광역시 옹진군 북도면 장봉리 154-3 (일반)
- 와현모래숲해수욕장 : 경상남도 거제시 일운면 와현리 (시범)
- 왕산해수욕장 : 인천광역시 중구 을왕동 (일반)
- 외달도해수욕장 : 전라남도 목포시 달동 1268 (시범)
- 외옹치해수욕장 : 강원특별자치도 속초시 대포동 (마을)
- 용동해수욕장 : 전라남도 고흥군 도덕면 용동리 590 (마을)
- 용두해수욕장 : 충청남도 보령시 남포면 월전리 11번지 (마을)
- 용화해수욕장 : 강원특별자치도 삼척시 근덕면 용화리 14-5 (일반)
- 우전해수욕장 : 전라남도 신안군 중도면 우전리 (시범)
- 원산도해수욕장 : 충청남도 보령시 오천면 원산도리 (일반)
- 원평해수욕장 : 강원특별자치도 삼척시 근덕면 매원리 85-1 (일반)
- 원평해수욕장 : 전라남도 신안군 비금면 신원리 (일반)
- 원포해수욕장 : 강원특별자치도 양양군 현남면 원포리 (마을)
- 월포해수욕장 : 경상북도 포항시 북구 청하면 월포리 92-23 (일반)
- 위도고슴도치해수욕장 : 전라북도 부안군 위도면 (시범)
- 율포해수욕장 : 전라남도 보성군 회천면 율포리 (일반)
- 을왕리해수욕장 : 인천광역시 중구 을왕동 717-12 (일반)
- 의항해수욕장 : 충청남도 태안군 소원면 의항리 산81-1 (마을)
- 이일레해수욕장 : 인천광역시 옹진군 자월면 승봉리 산135-1 (일반)
- 이호테우해수욕장 : 제주특별자치도 제주시 이호1동 1665-4 (일반)
- 익금해수욕장 : 전라남도 고흥군 금산면 어전리 424-15 (마을)
- 인구해수욕장 : 강원특별자치도 양양군 현남면 인구리 (마을)
- 일광해수욕장 : 부산광역시 기장군 일광읍 삼성리 (시범)
- 일산해수욕장 : 울산광역시 동구 일산동 공유수면 993 (시범)
- 임랑해수욕장 : 부산광역시 기장군 장안읍 임랑리 (시범)
- 임원해수욕장 : 강원특별자치도 삼척시 원덕읍 임원리 사399-29 (일반)
- 입파도해수욕장 : 경기도 화성시 우정읍 국화리 (비지정)

## ㅈ
- 자작도해수욕장 : 강원특별자치도 고성군 죽왕면 문암진리 460-9 (마을)
- 작은풀안해수욕장 : 인천광역시 옹진군 자월면 이작1리 241 (일반)
- 작은후진해수욕장 : 강원특별자치도 삼척시 교동 379-1 (일반)
- 잔교해수욕장 : 강원특별자치도 양양군 현북면 잔교리 (마을)
- 장경리해수욕장 : 인천광역시 옹진군 영흥면 내리 1675-1 (일반)
- 장골해수욕장 : 인천광역시 옹진군 자월면 자월리 1089-1 (일반)
- 장돌해수욕장 : 충청남도 태안군 고남면 장곡리 493-2 (마을)
- 장등해수욕장 : 전라남도 여수시 화양면 장수리 장등(마을) 지선 (마을)
- 장사해수욕장 : 경상북도 영덕군 영덕읍 장사리 (일반)
- 장삼해수욕장 : 충청남도 태안군 고남면 장곡리 603-1 (마을)
- 장안해수욕장 : 충청남도 보령시 웅천읍 소황리 (마을)
- 장호해수욕장 : 강원특별자치도 삼척시 근덕면 장호리 291 (일반)
- 저두해수욕장 : 충청남도 보령시 오천면 원산도리 (마을)
- 전촌해수욕장 : 경상북도 경주시 감포읍 전촌리 (일반)
- 정강해수욕장 : 전라남도 여수시 삼산면 진막리 정강(마을) 지선 (마을)
- 정동진해수욕장 : 강원특별자치도 강릉시 강동면 정동진리 (시범)
- 정암해수욕장 : 강원특별자치도 양양군 강현면 정암리 (마을)
- 제부리해수욕장 : 경기도 화성시 서신면 제부리 (비지정)
- 조금나루해수욕장 : 전라남도 무안군 망운면 송현리 (마을)
- 종달해수욕장 : 제주특별자치도 제주시 구좌읍 종달리 617-1 (마을)
- 주문진해수욕장 : 강원특별자치도 강릉시 주문진읍 주문리,향호리 (시범)
- 죽도해수욕장 : 강원특별자치도 양양군 현남면 두창시변리 (마을)
- 죽림해수욕장 : 경상남도 거제시 거제면 오수리 (일반)
- 중리해수욕장 : 전라남도 완도군 보길면 중리 (일반)
- 중문색달해수욕장 : 제주특별자치도 서귀포시 색달동 2822-9 (일반)
- 증산해수욕장 : 강원특별자치도 삼척시 증산동 30-21 (일반)
- 지경해수욕장 : 강원특별자치도 양양군 현남면 지경리 (일반)
- 지두리해수욕장 : 인천광역시 옹진군 대청면 대청리 산269-3 (일반)
- 진너머해수욕장 : 충청남도 보령시 오천면 삽시도리 (마을)
- 진리해수욕장 : 전라남도 신안군 흑산면 진리 (일반)
- 진촌해수욕장 : 인천광역시 옹진군 북도면 장봉리 730 (일반)
- 진하해수욕장 : 울산광역시 울주군 서생면 진하리 77-7 (시범)

## ㅊ
- 천리포해수욕장 : 충청남도 태안군 소원면 의항리 978-2 (마을)
- 천진해수욕장 : 강원특별자치도 고성군 토성면 천진리 111-5 (마을)
- 청간해수욕장 : 강원특별자치도 고성군 토성면 청간리 54-14 (마을)
- 청송해수욕장 : 전라남도 완도군 청산면 지리 (일반)
- 청포대해수욕장 : 충청남도 태안군 남면 원청리 512-3 (마을)
- 초도해수욕장 : 강원특별자치도 고성군 현내면 초도리 218 (마을)
- 추암해수욕장 : 강원특별자치도 동해시 추암동 1-2 (시범)
- 추포해수욕장 : 전라남도 신안군 암태면 추포리 (일반)
- 춘장대해수욕장 : 충청남도 서천군 서면 도둔리 지내 (시범)
- 칠포해수욕장 : 경상북도 포항시 북구 홍해읍 칠포리 112 (일반)

## ㅋ
- 켄싱턴리조트해수욕장 : 강원특별자치도 고성군 토성면 봉포리 40-9 (마을)
- 큰말해수욕장 : 인천광역시 옹진군 자월면 자월리 1116-21 (일반)
- 큰풀안해수욕장 : 인천광역시 옹진군 자월면 이작1리 산232 (일반)

## ㅌ
- 톱머리해수욕장 : 전라남도 무안군 망운면 피서리 (마을)
- 통개해수욕장 : 충청남도 태안군 소원면 파도리 130-22 (마을)
- 통리해수욕장 : 전라남도 완도군 보길면 중통리 (일반)

## ㅍ
- 파도리해수욕장 : 충청남도 태안군 소원면 파도리 595-1 (마을)
- 포항송도해수욕장 : 경상북도 포항시 남구 송도동
- 표선해비치해수욕장 : 제주특별자치도 서귀포시 표선면 표선리 44-13 (일반)
- 풍류해수욕장 : 전라남도 고흥군 두원면 풍류리 683 (마을)

## ㅎ
- 하고수동해수욕장 : 제주특별자치도 제주시 우도면 하고수동 1200-11 (마을)
- 하나개해수욕장 : 인천광역시 중구 무의동 산189 (일반)
- 하도해수욕장 : 제주특별자치도 제주시 구좌읍 하도리 46-3 (마을)
- 하맹방해수욕장(연봉해수욕장) : 강원특별자치도 삼척시 근덕면 하맹방리 221-1 (일반)
- 하서해수욕장 : 경상북도 경주시 양남면 하서리 (마을)
- 하저해수욕장 : 경상북도 영덕군 강구면 하저리 (마을)
- 하조대해수욕장 : 강원특별자치도 양양군 현북면 하광정리 80-2 (일반)
- 하트해수욕장 : 전라남도 신안군 비금면 내월리 (시범)
- 하평해수욕장 : 강원특별자치도 강릉시 사천면 하평리 (마을)
- 하평해수욕장 : 강원특별자치도 동해시 천곡동 83-1 (마을)
- 하효쇠소깍해수욕장 : 제주특별자치도 서귀포시 하효동 990-4 (마을)
- 학동흑진주몽돌해수욕장 : 경상남도 거제시 동부면 학동리 (일반)
- 학암포해수욕장 : 충청남도 태안군 원북면 방갈리 515-121 (일반)
- 한들해수욕장 : 인천광역시 옹진군 북도면 장봉리 200-4 (일반)
- 한섬해수욕장 : 강원특별자치도 동해시 천곡동 31-1 (마을)
- 한재밑해수욕장 : 강원특별자치도 삼척시 근덕면 상맹방리 466-3 (일반)
- 함덕서우봉해수욕장 : 제주특별자치도 제주시 조천읍 함덕리 산14-1 (일반)
- 함목해수욕장 : 경상남도 거제시 남부면 갈곶리 (마을)
- 해운대해수욕장 : 부산광역시 해운대구 우1동, 중1동 (시범)
- 협재해수욕장 : 제주특별자치도 제주시 한림읍 협재리 2450 (일반)
- 호도해수욕장 : 충청남도 보령시 오천면 호도리 (일반)
- 홀통해수욕장 : 전라남도 무안군 현경면 오류리 (마을)
- 홍도해수욕장 : 전라남도 신안군 흑산면 홍도리 (시범)
- 홍조단괴해수욕장 : 제주특별자치도 제주시 우도면 연평리 2565-1 (마을)
- 화순금모래해수욕장 : 제주특별자치도 서귀포시 안덕면 화순리 851-3 (일반)
- 화진포해수욕장 : 강원특별자치도 고성군 현내면 초도리 94-7 (시범)
- 화진해수욕장 : 경상북도 포항시 북구 송라면 지경리 409 (일반)
- 황성금리해수욕장 : 전라남도 신안군 신의면 하태서리 (시범)
- 황포해수욕장 : 경상남도 거제시 장목면 구영리 (일반)
- 후정해수욕장 : 경상북도 울진군 죽변면 후정리 (일반)
- 후포해수욕장 : 경상북도 울진군 후포면 삼율리 (일반)
- 흥남해수욕장 : 경상남도 거제시 장목면 시방리, 외포리 (일반)

## 숫자
- 38해수욕장 : 강원특별자치도 양양군 현북면 기사문리, 잔교리 (마을)

## 같이 보기
- 대한민국의 해수욕장 목록 (행정구역별)
- 해수욕장